# Liam Donnelly
Liam Donnelly (Dungannon, 7 maart 1996) is een Noord-Iers voetballer die onder contract staat bij Hartlepool United. Hij speelt als centrale verdediger.

## Interlandcarrière
Onder leiding van bondscoach Michael O'Neill maakte Donnelly zijn debuut voor het Noord-Iers voetbalelftal op woensdag 4 juni 2014 in de vriendschappelijke uitwedstrijd tegen Chili (2-0) in Valparaíso. Hij viel in dat duel na 89 minuten in voor Corry Evans (Blackburn Rovers FC).